# Ancona (schip, 1908)
De SS Ancona was een Italiaans passagiersschip dat door Duitsland werd getorpedeerd in de Eerste Wereldoorlog.

## De laatste reis
Het passagiersschip, eigendom van Italia Società di Navigazione a Vapore uit Genua, was vertrokken vanuit Napels naar New York op 6 november 1915. Op 8 november 1915 rond 13 uur werd het door de Duitse U-boot U-38 getorpedeerd, hoewel Italië niet in oorlog was met Duitsland.
De Pluton, een Frans oorlogsschip kwam te hulp om de slachtoffers op te pikken. Bij de ramp kwamen 194 mensen om het leven waaronder elf Amerikanen. Dit was een van de eerste stappen die de Verenigde Staten dichter betrokken maakte bij de Eerste Wereldoorlog.